# 波索布兰科
波索布兰科（西班牙語：Pozoblanco，西班牙語發音：[poθoˈβlaŋko]），是西班牙安达卢西亚自治区科尔多瓦省的一个市镇。总面积330平方公里，总人口16369人（2001年），人口密度50人/平方公里。

## 历史
“Pozo”意为井，“blanco”意为白色的。根据当地传说，最开始的村子中心有一口井，鸡喜欢在井口排泄粪便，日积月累，让井周围变成了白色。该镇因此得名，形象地表现在了徽章上。

## 人口
| 波索布兰科             |
|                        |
| 来源：西班牙国家统计局 |

## 姊妹城市
- 法國塞纳河畔勒梅[2]